# Пила (провинция Верчелли)
Пила (итал. Pila) — коммуна в Италии, располагается в регионе Пьемонт, в провинции Верчелли.
Население составляет 133 человека (2008 г.), плотность населения составляет 17 чел./км². Занимает площадь 8 км². Почтовый индекс — 13020. Телефонный код — 0163.
Покровителем коммуны почитается святой апостол Пётр, празднование 29 июня.

## Демография
Динамика населения:

## Администрация коммуны
- Официальный сайт: